# Lenkoran
Lenkoran (en àzeri Lənkəran, també Länkäran, Lankaran i Lencoran, en talix Lankon) és una ciutat del sud de l'Azerbaidjan, prop de la frontera amb l'Iran, capital de la regió coneguda per Mugan o Mughan. Port a la riba de la mar Càspia, el 2002 tenia una població estimada de 48.400 habitants, la majoria d'ètnia iraniana talix. Al cens del 2008 apareix amb 50.244 habitants. El nom deriva de "Langarkanan" que en persa vol dir "el lloc on s'aixeca l'àncora" ("Langar" en persa لنگر, àncora) + "kan" en persa کن, aixecar) + "an" (persa آن, sufix de llocs), però els talix diuen que deriva del nom Lankaran que en la seva llengua vol dir "Casa del Bastó". A poca distància de la ciutat hi ha l'illa de Sara la rada de la qual serveix de refugi als vaixells en cas de mal temps.
L'economia de la regió de Lenkoran és eminentment agrícola (te, arròs, raïm, tabac, cítrics) i forestal (roures). Hi destaca la indústria agroalimentària, del moble, de la seda i de la fusta, i la fabricació de catifes.
Lenkoran és una ciutat de carrers amples i amb una de les millors planificacions urbanístiques de l'Azerbaidjan. Hi destaquen el Maiak, una antiga presó de forma cilíndrica; el Museu d'Història, a l'antic palau dels Khans; la Gran Mesquita, prop del basar, i el Teatre Dramàtic Estatal.

## Història
La ciutat és bastant recent, ja que data del segle xvi i abans la capital regional era Astara,. El 1723 va passar a Rússia per un tractat amb Tahmasp II, ratificat el 1729 per tractat amb l'afganès Ashraf, però pel tractat de 1832 fou retornat a Pèrsia. El 1747, a la mort de Nadir Shah, es va fundar el Kanat de Talix (o Talysh) que va dependre del de Quba des de 1785 a 1789. En aquest temps fou quan es va establir la capital a Lenkoran.
El 1796 Lenkoran fou ocupada per Rússia i el kanat va esdevenir vassall. El 1812 els perses van recuperar Lenkoran i la van fortificar, però l'1 de gener de 1813 fou presa a l'assalt pel general Kotlyarevski, vencent una forta resistència persa. El tractat de Gulistan (12 d'octubre de 1813) va cedir a Rússia la part de Talix al nord del riu Astara. El 1826 el darrer kan va morir i el kanat fou annexionat. El 1846 va esdevenir cap de districte. La fortalesa fou desmantellada el 1865.
Per la història al període de la guerra civil vegeu: Mugan.
El 17 de juny de 1993 aprofitant un cop d'estat a l'Azerbaidjan es va intentar establir un estat talix (república de Talysh-Mughan) per un coronel d'aquesta ètnia de nom Alikram Alekper Gumbatov, cap dels nacionalistes. Va dominar set districtes, entre els quals Lenkoran però el 23 d'agost de 1993 la rebel·lió va quedar sufocada i el coronel va fugir, sent capturat i empresonat i va restar en presó fins al 2004, i després es va poder exiliar a Europa.